# Urocoras
Urocoras là một chi nhện trong họ Agelenidae.